# Gianfrancesco Lazotti
Gianfrancesco Lazotti (Roma, 2 de març de 1957) s un guionista i director de cinema italià.
Nascut a Roma, Lazotti va estudiar a DAMS a Bologna i va ser aprenent d'ajudant de direcció de molts directors italians coneguts, inclosos Ettore Scola i Dino Risi. Mentrestant, va llançar la seva pròpia carrera dirigint anuncis i presentant un programa a la ràdio RAI. El 1987 va debutar com a director amb Il mitico Gianluca per a la televisió italiana. Entre els seus crèdits posteriors: Schiaffi d'amore, Saremo felici, Lo sbaglio, per al llargmetratge omnibus Corsica, les sèries de televisió Chiara e gli altri (1990), I ragazzi del muretto, Linda e il brigadiere i el documental The great Carnival of Venice.

## Filmografia

### Cinema
Director
- Saremo felici (1989)
- Roma Roma Roma! (1990)
- Corsica (1991)
- Tutti gli anni una volta l'anno (1994)
- Dalla vita in poi (2010)
- OstHELLO - Per entrare basta un sogno – curtmetratge (2011)
- La notte è piccola per noi (2016)
- Muse e Dei – documental (2018)

Guionista
- Corsica (1991)
- Tutti gli anni una volta l'anno (1994)
- Dalla vita in poi (2010)
- OstHELLO - Per entrare basta un sogno – curtmetratge (2011)

Productor
- Svegliati, de Duccio Giordano – curtmetratge (2012)

### Televisió
- Piazza Navona – sèrie de televisió, 1 episodi (1988)
- Senator – minisèrie de televisió, 3 episodis (1990)
- Andy e Norman – sèrie de televisió (1991)
- Chiara e gli altri – sèrie de televisió, 13 episodis (1991)
- I ragazzi del muretto – sèrie de televisió, 11 episodis (1996)
- Linda e il brigadiere – sèrie de televisió (1997)
- I misteri di Cascina Vianello – sèrie de televisió (1997)
- Le ragazze di piazza di Spagna – sèrie de televisió (1998)
- Valeria medico legale – sèrie de televisió (2000)
- Angelo il custode – sèrie de televisió (2001)
- Diritto di difesa – sèrie de televisió, 27 episodi (2004)
- Finalmente a casa – telefilm (2008)

## Premis
- 1995 : Festival de Cinema d'Humor de Chamrousse :premi especial del jurat per Tutti gli anni una volta l'anno.[3]
- 1994: XV edició de la Mostra de València: Palmera de Bronze (500.000 pessetes) i millor interpretació masculina (Giorgio Albertazzi, Paolo Bonacelli i Lando Buzzanca) per Tutti gli anni una volta l'anno[4]